# الکساندرا مولر
 الکساندرا مولر (انگلیسی: Alexandra Mueller؛ زاده ۱۴ فوریهٔ ۱۹۸۸) یک تنیس‌باز اهل ایالات متحده آمریکا است.